# Gare de Château-Gaillard
Gare de Château-Gaillard vasútállomás Franciaországban, Santilly településen.

## Vasútvonalak
Az állomást az alábbi vasútvonalak érintik:
- Párizs–Bordeaux-vasútvonal

## Kapcsolódó állomások
A vasútállomáshoz az alábbi állomások vannak a legközelebb:
- Gare de Toury (Paris Gare d’Austerlitz)
- Gare d’Artenay (Gare de Bordeaux-Saint-Jean)